# Krajowa Scena Młodzieżowa
Krajowa Scena Młodzieżowa – nurt w polskiej muzyce rockowej końca lat 80. XX wieku. Propagowali go Paweł Sito i Piotr Majewski, prowadzący w Programie Trzecim Polskiego Radia audycję o tej samej nazwie, w ramach audycji Zapraszamy do Trójki.
Do zespołów KSM należały:
- Sztywny Pal Azji
- Kobranocka
- Chłopcy z Placu Broni
- Róże Europy
- Ziyo
- Formacja Nieżywych Schabuff

Zaliczano też do nich tak odmienne grupy jak KSU, One Million Bulgarians, Proletaryat, Balkan Electrique oraz De Mono. 
Według Jana Skaradzińskiego KSM skupiał zespoły nawiązujące stylistycznie do bigbitu – muzykę skromnie zaaranżowaną, czasami półakustyczną, w warstwie tekstowej korzystającą często z ironii i sentymentalizmu, odróżniającą się tym samym od ostrzejszej, rockowej i buntowniczej muzyki początku lat 80. Krytykę dziennikarzy skupił często niski poziom warsztatowy zespołów, choć ich zaletą była świeżość. 
Popularność KSM zaczęła się w latach 1986-87. W latach 1988–90 odbywały się ogólnokrajowe trasy koncertowe KSM, a w 1989 jeden dzień festiwalu w Jarocinie oraz Rock Opole. Jeden z koncertów z maja 1988 na Festiwalu Życia został upamiętniony albumem „Rock życia”, gdzie znalazły się nagrania Ziyo, De Mono, Róż Europy, Gedeon Jerubbaal oraz Formacji Nieżywych Schabuff.